# 石榴海花介
石榴海花介（学名：Pontocythere granata）为荊花介科海花介屬下的一个种。